# سلع ترويجية

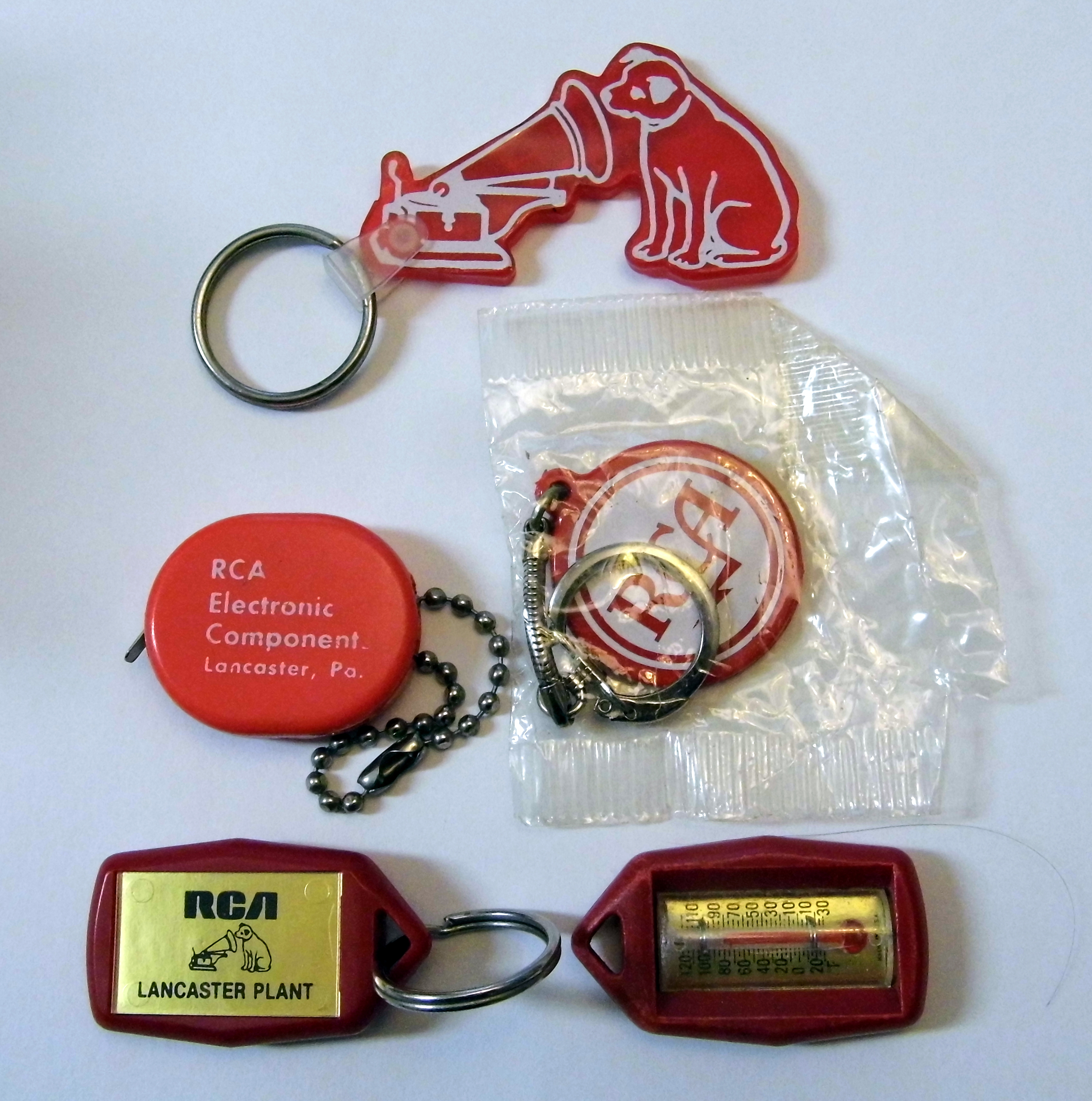
مجموعة من سلاسل المفاتيح الترويجية

السلع الترويجية هي منتجات موسومة بعلامة أو شعار وتوزع بدون تكلفة أو بتكلفة صغيرة للترويج لعلامة تجارية أو هوية شركة أو مناسبة. تُستخدم مثل هذه المنتجات، التي تدعى بشكل غير رسمي غنائم، تشوتشكس، أو الهدايا الترويجية، في التسويق والمبيعات. تُوزّع أو تُباع بخسارة من أجل الترويج لشركة ما، أو صورة شركة، أو علامة تجارية أو حدث. توزّع غالبًا على شكل نشرات في المعارض التجارية، والمؤتمرات، ومكالمات البيع (أي زيارة شركات تشتري أو يمكن أن تشتري)، ومواد إضافية في الطلبيات المشحونة. تُستخدم غالبًا في حملات تسويق العصابات.

## التوريد
تشتري الشركات والمؤسسات في الدول المتقدمة مثل الولايات المتحدة، وكندا، وأيرلندا وأستراليا ونيوزلندا بشكل رئيسي سلعهم بواسطة شركات توزيع السلع الترويجية. يُسمى هؤلاء الموزعون «استشاريون ترويجيون» أو «موزعوا المنتجات الترويجية».
المنتجات الترويجية وفقًا لتعريفها تُطبع بشكل مخصص مع شعار أو اسم الشركة أو رسالة تكون عادةً محددة في ألوان بانتون محددة. يساعد الموزعون المستخدمين النهائيين في جمع الأعمال الفنية بالتنسيق الصحيح، وفي بعض الحالات في إنشاء أعمال فنية للمستخدمين النهائيين. يطلب الموزعون عندها العمل الفني من الشركات المُصنعة أو الطابعات أو الموردين.
يعمل العديد من الموزعين عن طريق شبكة الإنترنت أو شخصيًا. لا يرغب العديد من الموردين بالاستثمار في تعيين موظفين لخدمة المستخدم النهائي، وهو الهدف من شركات توزيع السلع.

## المنتجات والاستخدامات

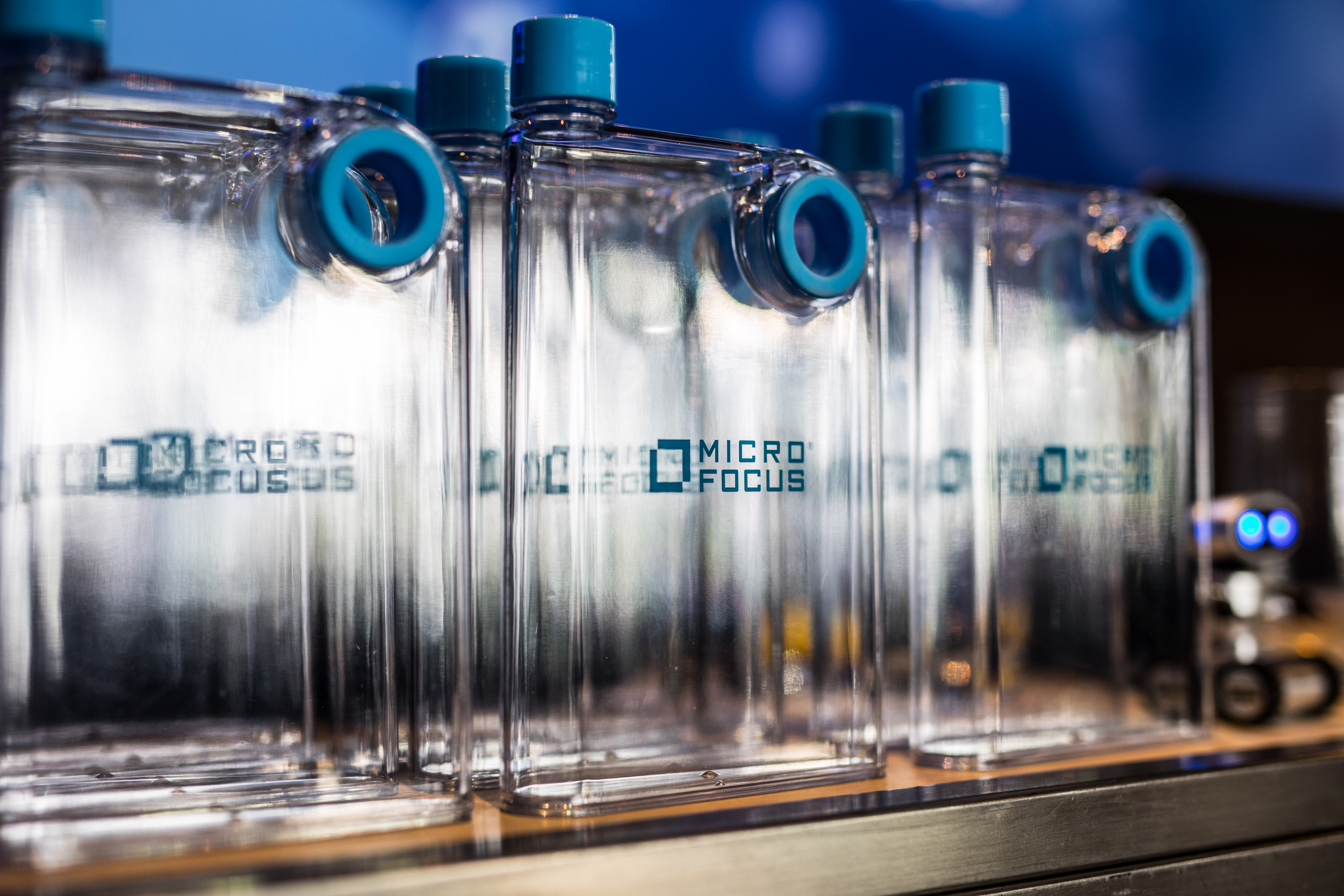
منتجات

تستخدم السلع الترويجية عالميًا للترويج للعلامات التجارية والمنتجات وهوية الشركة. تستخدم أيضًا بمثابة هدايا في المناسبات مثل المعارض وحفلات إطلاق المنتجات. يمكن استخدام المنتجات الترويجية من قبل المنظمات غير الربحية للترويج لقضاياها، والترويج أيضًا لبعض المناسبات التي تقيمها، مثل نزهات المشي أو أي مناسبة لجمع الأموال من أجل قضية ما.
يمكن وضع علامة تجارية باسم شركة أو شعار لأي شيءٍ واستخدامه للترويج. الأشياء الأكثر شيوعًا لاستخدامها هكذا هي القمصان والقبعات وسلاسل المفاتيح والإعلانات وملصقات السيارات، والأقلام والأكواب والكوز والألعاب ولوحات الماوس. أكبر فئة منتجات تستخدم منتجات ترويجية هي الأشياء القابلة للارتداء، التي تمثل أكثر من 30% منها كليًا. تشهد المنتجات الترويجية الصديقة للبيئة مثل تلك المصنوعة من المواد القابلة للتدوير ومن الموارد المتجددة موجة شعبية قوية.
معظم المواد الترويجية تكون صغيرة نسبيًا وغير مُكلفة، لكن يمكن أن تصل إلى سلع أعلى قيمة من ذلك، على سبيل المثال، يُعطى المشاهير في مهرجانات الأفلام وعروض الجوائز مواد ترويجية مثل العطور باهظة الثمن والسلع الجلدية والأجهزة الإلكترونية. الشركات التي تمنح هدايا باهظة الثمن للمشاهير الحاضرين تطلب منهم غالبًا أن يسمحوا بالتقاط صور لهم مع الهدايا، ويمكن استخدام هذه الصور من قبل الشركات لأهداف ترويجية. تمنح شركات أخرى هدايا فاخرة مثل حقائب اليد والأوشحة للمشاهير الحاضرين على أمل أن أولئك المشاهير سيرتدونها في الأماكن العامة، وبالتالي يقومون بدعاية لاسم العلامة التجارية للشركة أو المنتج.
لفت الانتباه للعلامة التجارية هو أكثر الاستخدامات الشائعة للمواد الترويجية. الأهداف الأخرى التي يستخدم المسوقون بسببها المواد الترويجية لتسهيل علاقات العاملين والمناسبات، وبناء حركة المعارض التجارية، والعلاقات العامة، وجيل المستخدمين الجدد وبرامج الموزعين والتجار، وعروض المنتجات الجديدة، وجوائز خدمة الموظفين، والبرامج غير الربحية، وبرامج الحوافز الداخلية، والتثقيف في مجال السلامة، ومراجعات العملاء، وأبحاث التسويق.
تُستخدم المواد الترويجية أيضًا في السياسة للترويج للمرشحين والقضايا. تُستخدم المواد الترويجية باعتبارها أدوات للمنظمات غير الربحية، مثل المدارس والجمعيات الخيرية، جزءًا من حملات جمع الأموال وزيادة الوعي. كان أحد الأمثلة البارزة على ذلك سوار (عش قويًا)، الذي استُخدم للترويج للوعي بمرض السرطان وجمع التبرعات لدعم برامج وأبحاث الشفاء من السرطان.